# Nouvelle synthèse néoclassique
La nouvelle synthèse néoclassique est une école de pensée économique qui est le résultat d'une fusion de certaines thèses de la nouvelle économie classique et d'autres de la nouvelle économie keynésienne. Émergeant dans les années 1990, elle forme aujourd'hui l'orthodoxie en économie[réf. nécessaire].

## Présentation
La nouvelle synthèse néoclassique est le fruit d'un croisement de certaines thèses de la nouvelle économie classique avec d'autres de la nouvelle économie keynésienne. Cette fusion a donné naissance à un consensus autour de certaines théories partagées par la plupart des chercheurs en économie.
La nouvelle synthèse admet la critique de Lucas et la prolonge dans une exigence de micro-fondations pour ses modèles. Ainsi, les modèles de la nouvelle synthèse ont pour ambition de fournir des fondements plus rigoureux aux ajustements de court terme que ses prédécesseurs.
La nouvelle synthèse reprend la thèse des imperfections de marché et de viscosité des prix de la NEK. De la NEC, la nouvelle synthèse reprend la méthodologie, qui consiste, selon Ghislan Delaplace, à « analyser les réactions d'un agent représentatif optimisateur à des chocs exogènes, et l'utilise pour rendre compte, comme les nouveaux keynésiens, d'effets réels persistants de la politique monétaire ».
Les travaux de modélisation de la NSN se fondent sur des modèles d'équilibre général dynamique stochastique.

## Histoire
La nouvelle synthèse néoclassique apparaît dans les années 1990 par la création progressive d'un cadre théorique cohérent entre des thèses de la nouvelle économie classique et de la nouvelle économie keynésienne.  
L'école tire son nom de la synthèse néoclassique, qui avait cherché, à partir des années 1940, à unifier le keynésianisme originel et l'école néoclassique. En 1997, Marvin Goodfriend et Robert King publient un article appelé « The New Neoclassical Synthesis and the Role of Monetary Policy », qui inaugure le nom de l'école. Michel De Vroey, historien de la macroéconomie, écrit que si l'appellation de nouvelle synthèse néoclassique a été choisie en référence à l'ancienne, « le terme de synthèse est cette fois davantage mérité », un authentique consensus fondé sur un bouclage entre microéconomie et macroéconomie s'étant cette fois-ci dégagé. 
La grande récession de 2008 remet en question certaines hypothèses de la nouvelle synthèse, dont celle de la rigidité des prix, face au risque de déflation. 